# Campeonato Europeo de Tiro con Arco en Sala de 2017
El XVI Campeonato Europeo de Tiro con Arco en Sala se celebró en Vittel (Francia) entre el 7 y el 12 de marzo de 2017 bajo la organización de la Unión Europea de Tiro con Arco (WAE) y la Federación Francesa de Tiro con Arco.
Las competiciones se realizaron en el Centro Polideportivo de la ciudad francesa.

## Resultados

### Masculino
| Evento                            | Oro                                                               | Plata                                                           | Bronce                                                              |
| --------------------------------- | ----------------------------------------------------------------- | --------------------------------------------------------------- | ------------------------------------------------------------------- |
| Arco recurvo individual (12.03)   | David Pasqualucci · Italia                                        | Dan Olaru Moldavia                                              | Jean-Charles Valladont Francia                                      |
| Arco recurvo por equipo (11.03)   | Marco Galiazzo · Massimiliano Mandia · David Pasqualucci · Italia | Florent Mulot Olivier Tavernier Jean-Charles Valladont Francia  | Galsan Bazarzhapov · Artiom Majnenko · Bair Tsybekdorzhiyev · Rusia |
| Arco compuesto individual (12.03) | Jacopo Polidori · Italia                                          | Mike Schloesser · Países Bajos                                  | Stephan Hansen Dinamarca                                            |
| Arco compuesto por equipo (11.03) | Michele Nencioni · Sergio Pagni · Jacopo Polidori · Italia        | Peter Elzinga · Mike Schloesser · Pim van de Ven · Países Bajos | Anton Bulayev · Alexandr Dambayev · Viktor Kalashnikov · Rusia      |

### Femenino
| Evento                            | Oro                                                               | Plata                                                       | Bronce                                                                 |
| --------------------------------- | ----------------------------------------------------------------- | ----------------------------------------------------------- | ---------------------------------------------------------------------- |
| Arco recurvo individual (12.03)   | Veronika Marchenko · Ucrania                                      | Yevgueniya Timofeyeva · Rusia                               | Angéline Cohendet Francia                                              |
| Arco recurvo por equipo (11.03)   | Karolina Farasiewicz · Natalia Leśniak · Wioleta Myszor · Polonia | Audrey Adiceom Tiffanie Banckaert Angéline Cohendet Francia | Veronika Marchenko · Anastasiya Pavlova · Lidiya Sichenikova · Ucrania |
| Arco compuesto individual (12.03) | Alexandra Savenkova · Rusia                                       | Sarah Prieels · Bélgica                                     | Marcella Tonioli · Italia                                              |
| Arco compuesto por equipo (11.03) | Erika Anear Tanja Jensen Sarah Sonnichsen Dinamarca               | Irene Franchini · Laura Longo · Marcella Tonioli · Italia   | Natalia Avdeyeva · Alexandra Savenkova · Mariya Vinogradova · Rusia    |

## Medallero
| Núm. | País         | Oro | Plata | Bronce | Total |
| ---- | ------------ | --- | ----- | ------ | ----- |
| 1    | Italia       | 4   | 1     | 1      | 6     |
| 2    | Rusia        | 1   | 1     | 3      | 5     |
| 3    | Dinamarca    | 1   | 0     | 1      | 2     |
| 3    | Ucrania      | 1   | 0     | 1      | 2     |
| 5    | Polonia      | 1   | 0     | 0      | 1     |
| 6    | Francia      | 0   | 2     | 2      | 4     |
| 7    | Países Bajos | 0   | 2     | 0      | 2     |
| 8    | Bélgica      | 0   | 1     | 0      | 1     |
| 8    | Moldavia     | 0   | 1     | 0      | 1     |
|      | TOTAL        | 8   | 8     | 8      | 24    |